# Doyana (Piéla)
Pour les articles homonymes, voir Doyana.
Doyana, également appelé Doyama, est une localité située dans le département de Piéla de la province de la Gnagna dans la région Est au Burkina Faso.

## Géographie
Doyana – commune agropastorale à centres d'habitations dispersés – est située à 10 km au Sud-Est de Piéla sur la route nationale 18.

## Économie
L'économie de la commune est liée à l'agriculture et à l'élevage pratiqués grâce à l'importante retenue d'eau de la rivière Sirba située en amont du barrage en remblai à Kouri.

## Santé et éducation
Le centre de soins le plus proche de Doyana est le centre de santé et de promotion sociale (CSPS) de Piéla.